# Antiparazitika
Antiparazitika jsou látky, které slouží k léčbě parazitárních infekcí živočichů, způsobených prvoky, helminity a ektoparazity. Mají široké spektrum mechanismů účinku, kterými cílí na parazity vnitřní (endoparazity) i vnější (ektoparazity), jež jsou původci rozsáhlých onemocnění jako je kupříkladu malárie, toxoplazmóza, trypanosomiáza (mezi jinými i spavá nemoc) nebo svrab.
Specificky cílí na parazity a inhibují jejich růst nebo zapříčiňují jejich přímé zničení. Podávají se většinou orálně nebo topicky například v podobě sprejů, mastí nebo šamponů, případně intravenózně nebo intramuskulárně. Řadí se k antimikrobiálním látkám a jejich nesprávné užívání nebo nadužívání může vést k rozvoji antimikrobiální rezistence.

## Třídění antiparazitik
Antiparazitika se dělí na tři skupiny dle původců, na které účinkují. Jedná se o antiprotozoika, antihelmintika a antiektoparazitika.  

### Antiprotozoika
Antiprotozoika působí proti prvokům. Prvoci jsou rozsáhlou skupinou jednobuněčných i mnohobuněčných organismů, které mají málo společného, liší se jak morfologií, tak svou životní strategií. Antiprotozoální přípravky jsou různorodou skupinou, jež zahrnuje chemoterapeutika, rostlinné alkaloidy, nebetalaktamová antibiotika či antimykotika.

### Antimalarika
Jedná se o léčiva určená k léčbě akutních záchvatů malárie, prevenci relapsu po již prodělaném onemocnění nebo jako profylaxe při cestě do lokalit se zvýšeným rizikem malárie. 
Chlorocin slouží jak k samotné léčbě záchvatu malárie, tak je i podáván jako profylaxe. Jeho mechanismus účinku spočívá v inhibici degradace hemu, jež je pro parazita ve větších koncentracích toxický. U tohoto antimalarika je však velkou nevýhodou vzrůstající rezistence parazita k léčivu.
Další antimalarika, jež taktéž působí inhibičně na degradaci hemu jsou chinin, meflochinin a lumefantrin. Jinými mechanismy, kterými antimalarika hubí původce onemocnění jsou inhibice syntézy kyseliny listové nebo narušení funkce sarkoplasmatického retikula.

#### Další antiprotozoární léčiva
Nitroimidazoly či nitrofurany se užívají k léčbě onemocnění ženské urogenitální soustavy - trichomoniázy, jejímž původcem je bičenka poševní. Nitroimidazoly se také používají  u jedinců postižených gardiózou, průjmovým onemocněním způsobeným prvokem Gardia lamblia nebo při léčení amébové dysenterie (úplavice), vyvolané prvokem Entamoeba histolytica. Konkrétně je častou volbou metronidazol, který inhibuje syntézu DNA. Toxoplazmóza, zapříčiněna parazitem Toxoplasma gondii, způsobuje u zasažených symptomy podobné chřipce a je léčena pomocí dříve používaného antimalarika pyrimethaminu nebo makrolidických sloučenin.  Amfotericin B inhibuje funkci buněčné membrány a je indikován u pacientů trpících leishmaniózou, způsobenou prvoky rodu Leshmania.

### Antihelmintika
Antihelminitka jsou chemicky různorodou skupinou léčiv, které účinkují helminty, červy parazitující na člověku, zvířatech a rostlinách. Na základě SÚKL klasifikace je dělíme na tři skupiny: antitrematodika, anticestodika a antinematodika. Mnohé mají širší oblast působení a využívají se pro léčbu i napříč jednotlivými skupinami.
Antitrematodika jsou látky, jež účinkují zejména proti motolicím. Příkladem je praziquantel, sloučenina odvozená od cholinu. Zvyšuje permeabilitu buněčné membrány pro vápenaté ionty, čímž se prodlouží doba svalové kontrakce a dochází k paralýze a nakonec i smrti parazita. Niridazol hubí parazita inhibicí metabolismu glukózy  a předchází šíření infekce zabráněním spermatogeneze a oogeneze u dospělých jedinců.
Anticestodika cílí na tasemnice, z nichž často používaným léčivem je niklosamid. Účinkuje na ATP-syntázu, kterou inhibuje a tím dochází u parazita k energetické dysbalanci. Mimo použití u pacientů trpících teniózami, cysticerkózami, či jinými parazitárními onemocněními, je niklosamid studován pro svoje možné využití i u systémových onemocnění, jako je diabetes II. typu, virová infekce a dalších. 
Antinematodika jsou účinná proti hlísticím. Užívá se především mebendazol, jež inhibuje syntézu mikrotubulů a tím ovlivňuje buněčný transport uvnitř buňky, a diethylkarbamazin, který působí na metabolismus kyseliny arachidonové v larvách nacházejících se v krevním oběhu hostitele. Mebendazol má širokospektré využití jak u nematodóz, tak cestodóz, zatímco diethylkarbamazin se indikuje při léčbě filarióz, tkáňových nematodóz způsobených vlasovci.

### Antiektoparazitika
Antiektoparazitika jsou látky užívané na parazitární infekce, způsobených členovci, a to zejména hmyzem a roztoči. Dále je dělíme na látky, jež hmyz či roztoče usmrcují - insekticidy, a látky, jež je odpuzují - repelenty.

#### Insekticidy
Skupinu insekticidů, kterou užíváme proti působení vší, nazýváme pedikulocida. Látky hubící roztoče řadíme do skupiny akaricida, kam dále spadají skabicida užívaná proti svrabu. Jejich využití přesahuje i pouze medicínské aplikace, jsou častými přípravky v zemědělství.
Karbaryl je uměle syntetizovaný insekticid s pedikulocidními účinky. Působí na vši a ostatní členovce (komáři, včely medonosné) reverzibilní inhibicí acetylcholinesterázy, čímž zapříčiní svalový spasmus parazita a následně jeho smrt. Fenonthrin je dalším insekticidem nepřírodního původu účinkujícím neurotoxicky na vši i roztoče. Nalezneme ho i jako součást repelentů k hubení hmyzích škůdců (klíšťat a komárů), avšak jeho nevýhodou je toxicita pro včely medonosné.

#### Repelenty
Látky, jež slouží pro odpuzování hmyzu, nespadají do skupiny léčivých přípravků. Nejčastěji zastoupenou látkou je diethyltoluamid (DEET).

## Vedlejší účinky
Nežádoucí účinky při podání antiparazitika se liší u jednotlivých preparátů. Může se jednat o méně závažné příznaky jako je zvracení, nevolnost, průjem, bolesti hlavy, nespavost, horečku, závratě, ale některé přípravky mohou způsobovat i renální insuficience, halucinace, arytmie, hemolytické anémie, agranulocytózu, edémy, encefalopatie a vykazovat toxicitu pro centrální nervový systém či pankreatickou toxicitu. Často se nedoporučuje jejich užití u dětí a těhotných. 

## Antiparazitika v zemědělství
Parazitární infekce jsou jedny z nejvýznamnějších onemocněních zasahující jak lidi, tak další živočichy. Antiparazitika se podílí z 23 % (analýza z roku 2019) na celkových výdajích chovu zemědělských zvířat. Nemoci způsobené parazity mohou u chovaných zvířat vést ke zhoršenému zdraví, sníženému příjmu potravy a v návaznosti ke sníženému nabírání na váze a poklesu v produkci mléka. Z důvodu možného přenosu těchto onemocnění i na člověka a možným ekonomickým ztrátám, se na ně klade velký důraz. 
Poslední velká skupina antiparazitik - isoxaliny vstoupila na trh v roce 2014, avšak mimo ni se na trhu zřídkakdy objevují jiné produkty, než jsou generické či od generik odvozené. Z nich byly uvedeny isoxaliny proti ektoparazitům psů a koček a antihelmintické přípravky pro ovce obsahujicí menopantel a derquantel s abamektinem.
Dnes nejčastěji užívanými preparáty proti endoparazitům obsahují benzimidazoly, imithiodazoly, tetrahydropyrimidiny a macrocyklické laktony. Poslední zmíněné účinkují, jak na endoparazity, tak ektoparazity. Častými látkami cílícími na ektoparazity jsou pyrethriny, syntetické pyrethroidy, organofosfáty, karbamáty, makrocyklické laktony, formamidiny, pyrazoly, isoxaliny a další. Isoxaliny jsou rozsáhlou skupinou antiparazitik, inhibují membránové kanály u hmyzu a roztočů a řadí se mezi velice efektivní antiektoparazitika. Kromě jejich účinnosti, jsou velice ceněny pro jednoduchost jejich podání (orálně, topicky) a jejich odolnosti ke vzniku rezistencí.
V porovnání s antibiotickou rezistencí u bakterií, je vzrůst antiparazitické rezistence pomalejší - u antihelmintik se jedná o 4 až 10 let u jednotlivých chemických látek. Velkým problémem však je nedostatečný vývoj nových sloučenin, které by nahradily neúčinné látky, na které si parazité vyvinuli rezistenci. Zasaženým odvětvím je především chov ovcí, koz, dobytu a koní, ale problematickým je i chov prasat.